# Наккенгайм
Наккенгайм (нім. Nackenheim) — громада в Німеччині, розташована в землі Рейнланд-Пфальц. Входить до складу району Майнц-Бінген. Складова частина об'єднання громад Боденгайм.
Площа — 8,63 км2. Населення становить 5707 ос. (станом на 31 грудня 2020).

## Галерея

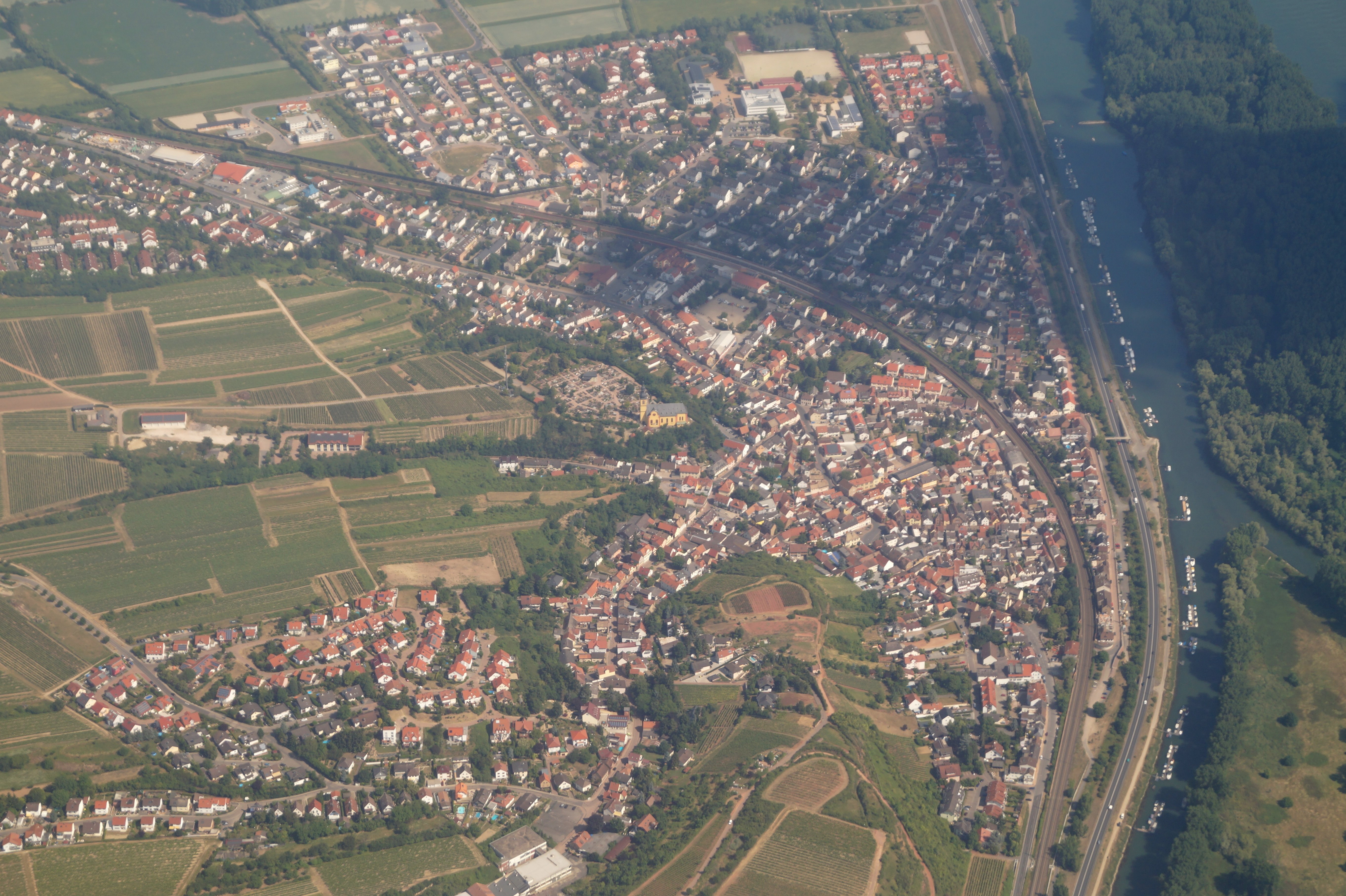
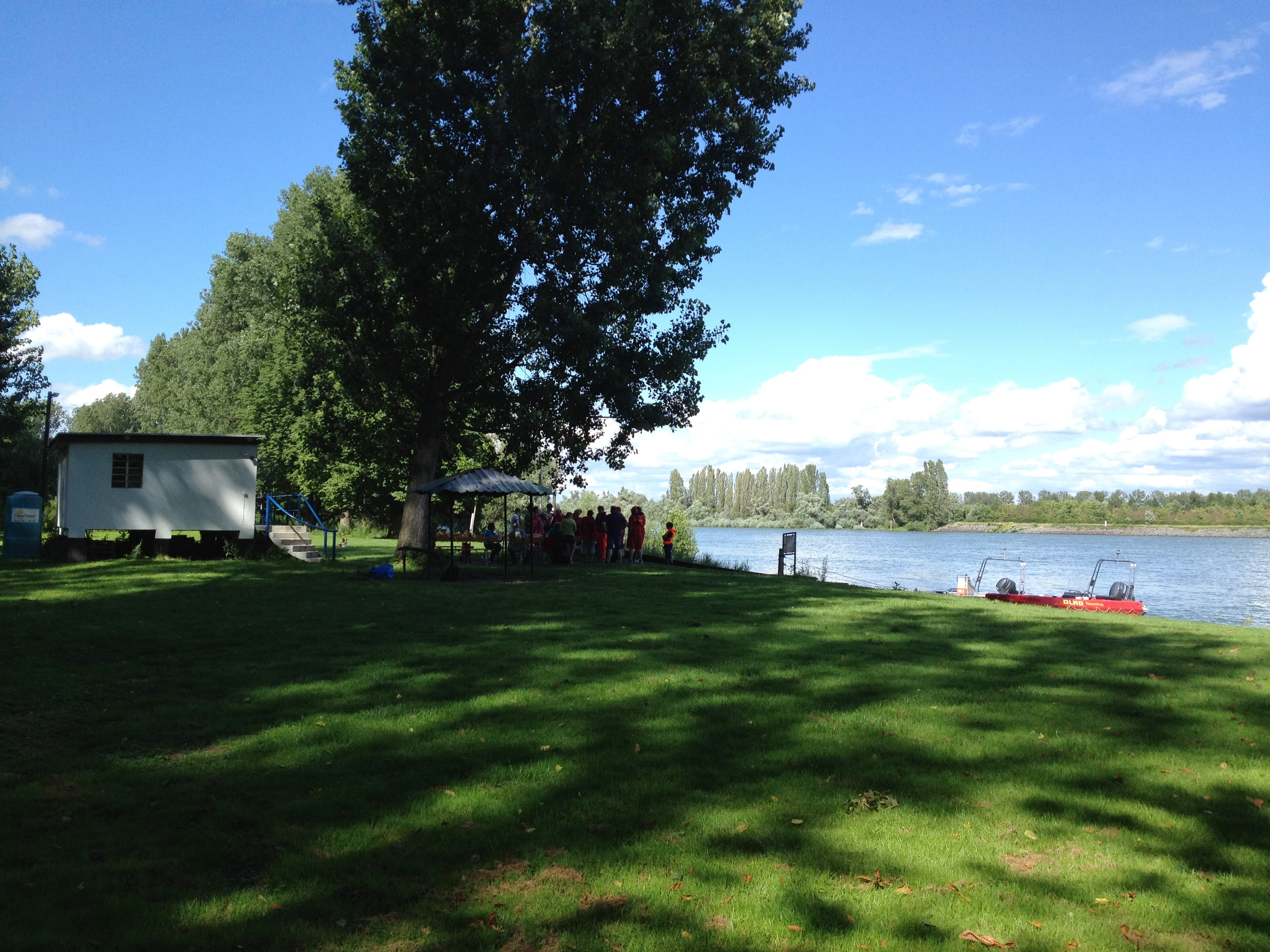
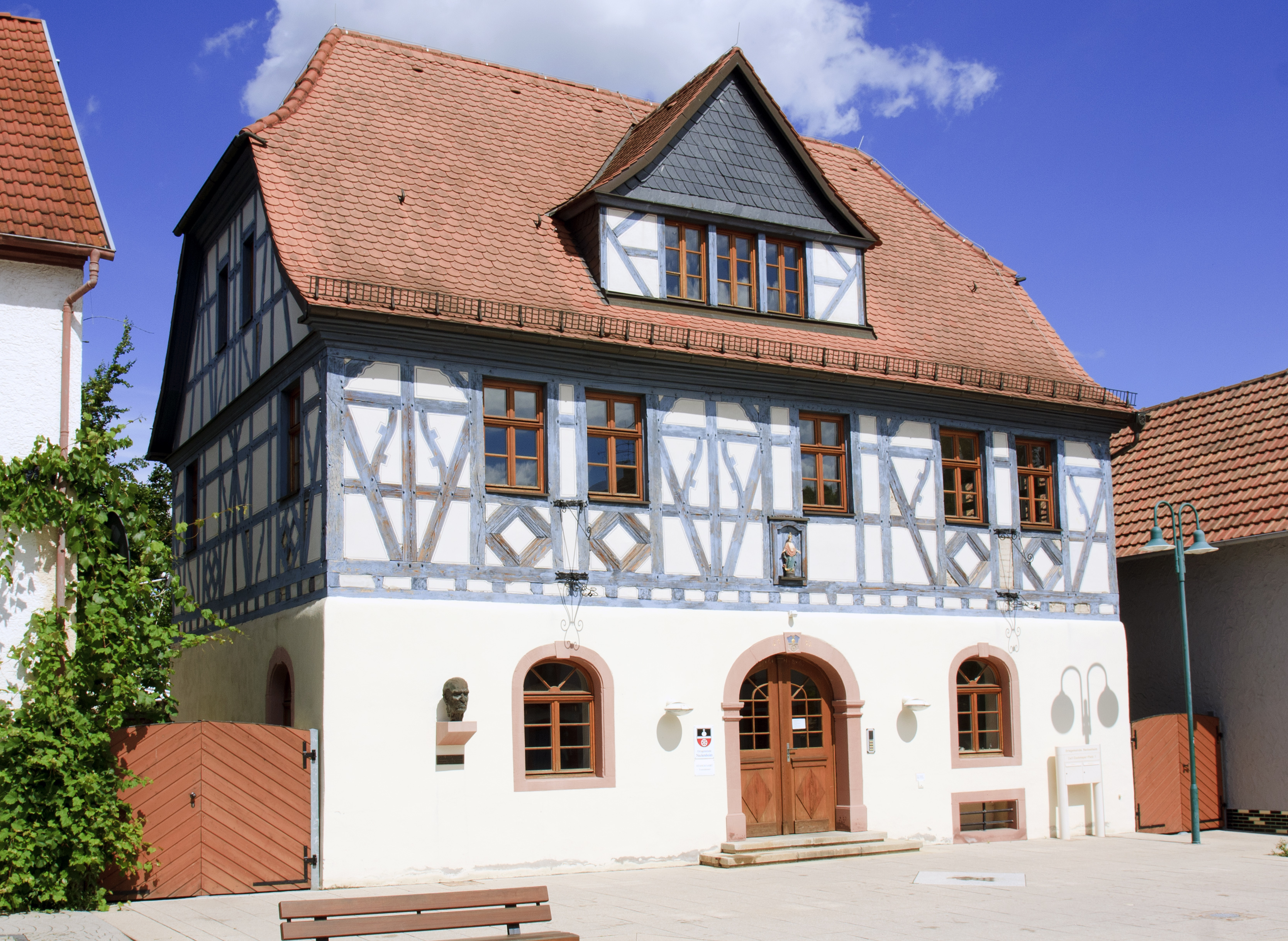
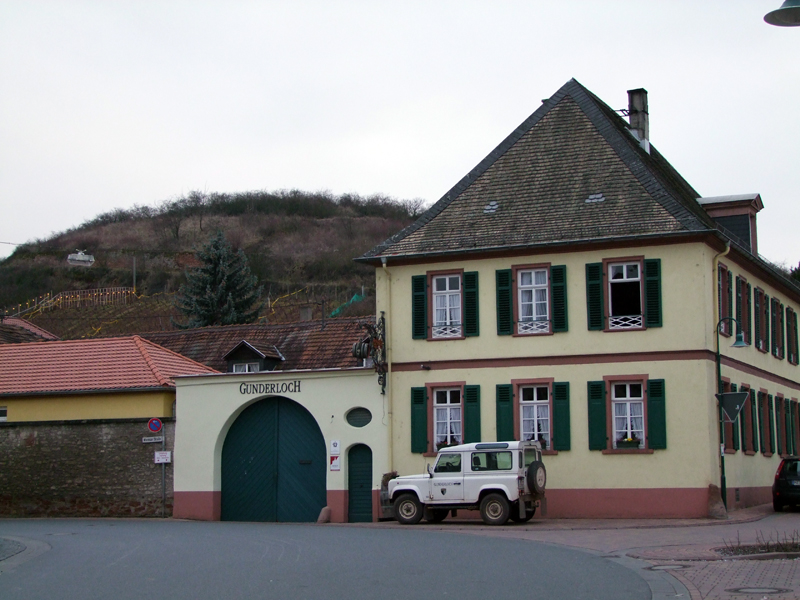
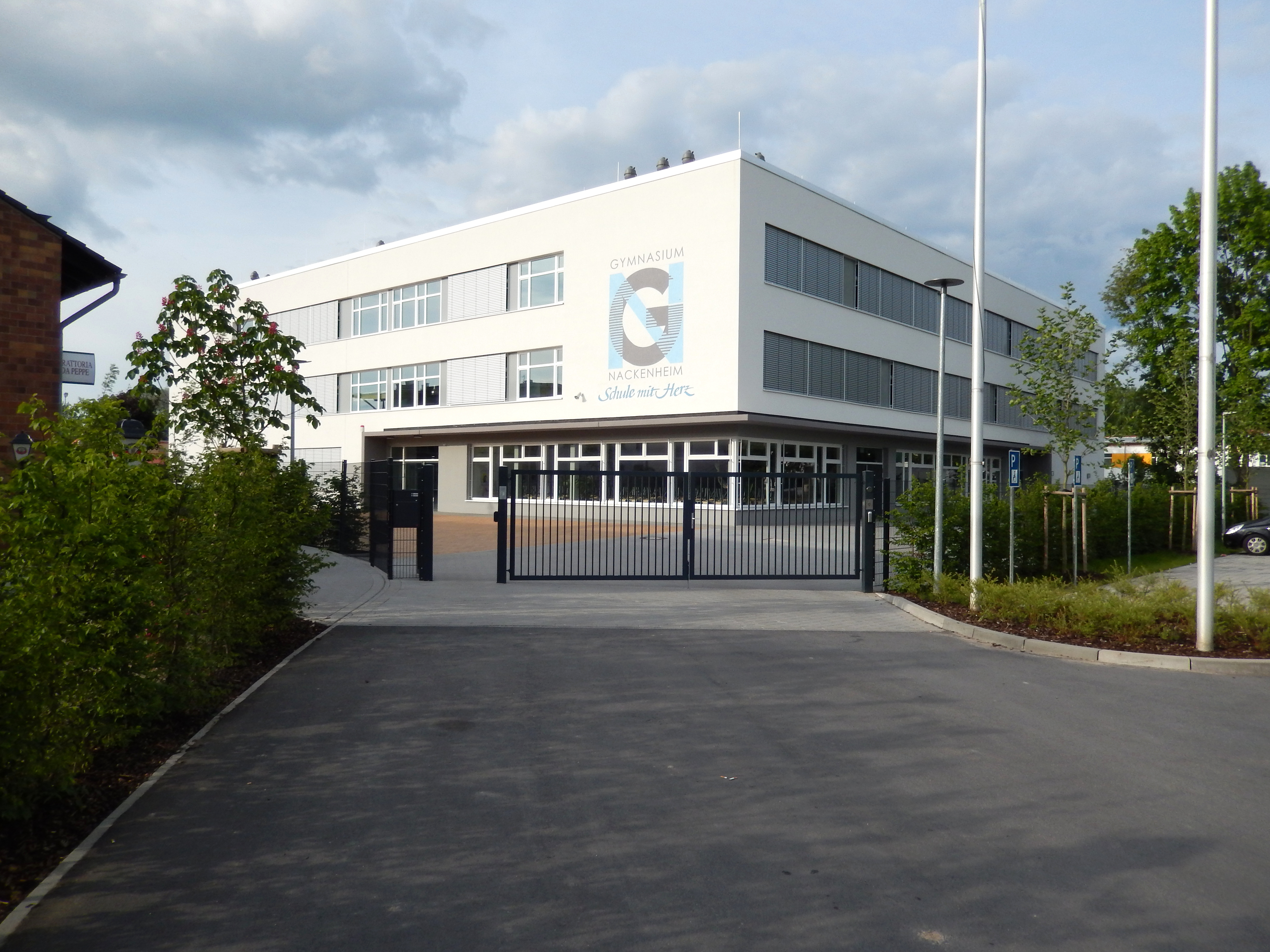
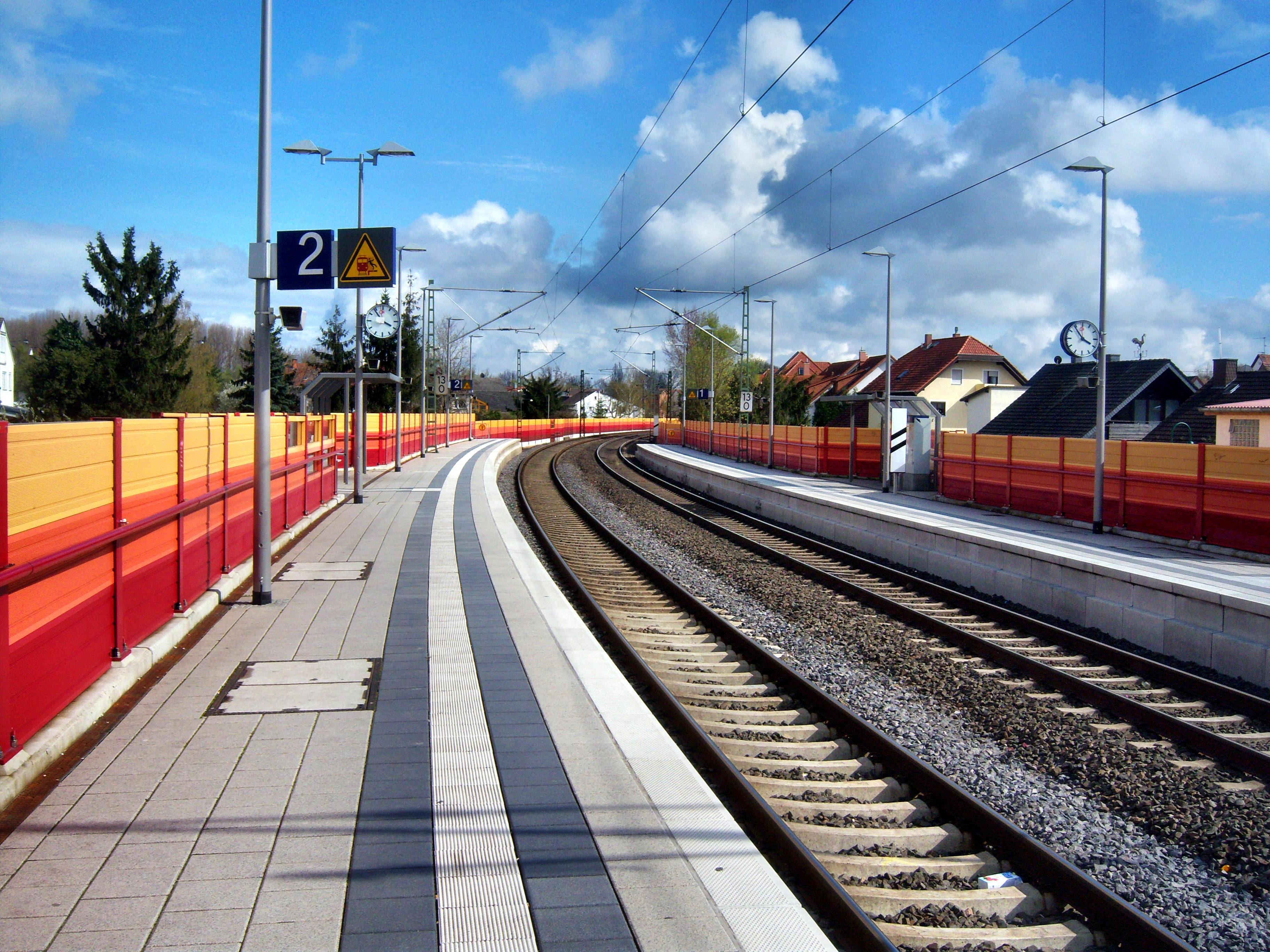